# Carrabelle
Carrabelle – miasto w Stanach Zjednoczonych, w stanie Floryda, w hrabstwie Franklin.